# Аликанте (провинция)
Алика́нте (вал. Província d’Alacant, исп. Provincia de Alicante) — провинция на востоке Королевства Испания в составе автономного сообщества Валенсия. Административный центр — Аликанте.

## География
Территория — 5816,5 км² (41-е место).

## История
История Аликанте насчитывает около трёх тысяч лет. Город расположен у подножия крепости Санта-Барбара — существовавшей с времен римлян, арабов и финикийцев, некогда основавших здесь город.
Первыми жителями на территории, где сегодня располагается Аликанте, стали римляне. До наших дней сохранился так называемый Lucentum — иберо-романский город, который является одной из важнейших достопримечательностей Валенсийского Сообщества и в 1961 году был провозглашён памятником истории и архитектуры.
Последующие поселения, впоследствии давшие жизнь городу и провинции, появились на склонах горы Бенакантиль. В наши дни на этом месте находится крепость Санта-Барбара, около него было основано первое иберийское поселение.
Стратегическое положение скалы использовали карфагенские полководцы — в III в. до н. э. на этом месте была построена грозная крепость, которую никто не осмеливался атаковать в течение 2000 лет.
Крепость перестраивали и укрепляли римляне, затем мавры, потом христиане (16 в.), которые и дали ей современное название.
С приходом на полуостров мавров вокруг замка начал формироваться нынешний город Аликанте.
С начала VIII века до середины XIII город принадлежал арабам, которые называли его Al-Laqant, — примечательно, что валенсийское название в наши дни звучит очень похоже — Алакант. После падения Кордовского халифата Аликанте подчинялся правителям Дении и Мурсии.
В XVI веке, спустя 300 лет после перехода этой территории под контроль кастильских королей, в городе складываются прекрасные условия для активного развития морской торговли. Благодаря этому Аликанте переживает резкий экономический взлёт и логично последовавший за ним демографический скачок, что быстро вывело его на третье место среди испанских торговых городов. В XIV веке в городе строится, а в XVIII веке кардинально перестраивается церковь Иглесиа де Санта Мария (Iglesia de Santa Maria), сохранившаяся до наших дней.
В конце XVII века, в период правления Карлоса II, флотилия французских кораблей осаждала Аликанте в течение семи дней. Почти не имея времени на то, чтобы восстановиться от последствий этой осады, город погрузился в войну за Испанское наследство.
Чуть позже оборона крепости Санта-Барбара пала под натиском английских войск. А во время войны за Независимость Аликанте был временной столицей Королевства вплоть до захвата Валенсии маршалом Суше.
Интенсивное восстановление города от последствий войн началось в XVIII веке, но лишь XIX век принёс Аликанте ощутимый рывок вперёд. Так, в 1847 году возводится театр Teatro Principal, выполненный в неоклассическом стиле и действующий по сей день.
С появлением железнодорожного сообщения с центральными частями полуострова Аликанте расширяет своё влияние как портового города, статус которого всегда привносил в его атмосферу большую долю открытости и космополитизма.

## Население
Население — 1 836 459 человек (5-е место среди провинций страны; данные 2016 г.).

## Административное устройство
Список муниципалитетов Аликанте

## Достопримечательности
- Пальмовый лес Эльче.
- Крепость Санта-Барбара в Аликанте.
- Традиционная деревня Гуадалест.
- Замок Аталая в Вильене.
- Замок Бьяр.
- Замок Эльда.
- Аквапарк Акваландия и парк морских животных Мундомар в Бенидорме.
- Самый маленький обитаемый остров Испании Табарка со старинными домами, маяком и красивыми видами.
- Храм святой Марии Магдалины в окрестностях Новельды.
- Природный парк Пеньяль-д'Ифак в Кальпе.